# Uochi Toki
Uochi Toki est un groupe de hip-hop alternatif italien, originaire des alentours d'Alessandria.
Formé en 2002, le groupe se compose initialement de Matteo « Napo » Palma (voix et textes), Riccardo « Rico » Gamondi (musique électronique) et Fele, mais ce dernier quittera le groupe. Leur premier album, Vocapatch, est publié en 2003.

## Biographie
Le groupe est formé en 2002, à la rencontre de Rico et Napo avec Fele. Le premier album du groupe, Vocapatch, est publié en 2003, et contient des bases expérimentales et minimales de 31 chansons, souvent constituées de bruits et de textes incompréhensibles criés par Fele. L'année suivante, le groupe publie son album homonyme Uochi Toki, qui est dans la même lancée que leur précédent opus. Leur album Laze Biose est publié en 2006 et contient 13 chansons qui, pour la première fois, possèdent leurs propres titres et un style musical.
En 2007, le groupe signe avec le label Wallace Records qui publie leur quatrième album, La chiave del 20, écrit avec Ethereal Poster Bong Band. Il s'agit d'un album-concept sur une nuit en discothèque, et reçoit des critiques élogieuses de la part de quelques principaux magazines italiens,,.
Entre 2009 et 2012, Uochi Toki publie trois albums au label La Tempesta Dischi. En février 2009, il publie Libro audio qui intègre le chemin commencé avec l'album Laze Biose, mais se distingue par la présence d'un « concept » de base qui va à crescendo dans les douze titres de l'album. En septembre 2010, ils publient leur sixième album, Cuore amore errore disintegrazione, un album-concept de dix chansons sur « les femmes et l'amour. » Un an et demi plus tard, en mars 2012, ils publient leur septième album intitulé Idioti.
Le 13 mai 2012, le groupe publie un EP intitulé Distopi, exclusivement distribué par CORPOC. Les albums qui suivent — Macchina da guerra (2013), Cystema Solari (2014) et l'EP Shuriken (2014) — sont réédités sous format vinyle, uniquement disponibles lors de concerts du groupe. En 2015, ils publient leur dixième album, Il limite valicabile.

## Autres projets et concepts

### Fiscerprais Studio

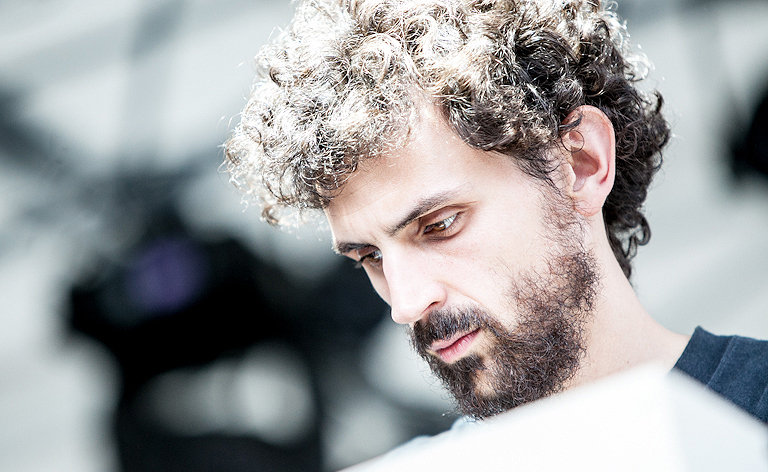
Riccardo Rico Gamondi à La Tempesta Gemella, Rome, en 2012.

En 2003, Riccardo Gamondi fonde le Fiscerprais Studio, à Pontecurone, un studio d'enregistrement et de mixage dans lequel sont enregistrés les albums de Uochi Toki. Rico, ingénieur-son, y collabore avec plusieurs groupes et artistes italiens et internationaux comme Bachi da pietra, Bugo, Eterea Post Bong Band, Nadja, OvO, DAiKiRi ou Le Singe Blanc.

### Lapis Niger
Napo est également actif comme dessinateur sous le surnom de Lapis Niger, et ses illustrations sont publiées dans les albums de Uochi Toki comme Cuore amore errore disintegrazione, Idioti, Macchina da guerra et Cystema Solari. Pendant les concerts du groupe, Napo a souvent utilisé un rétroprojecteur ou un projecteur, pour faire des dessins pour accompagner Rico et « dessiner en accord avec les sons plus ou moins stratifié. »
En mars 2011, il publie Piano immaginario volume uno,, un livre d'illustration publié par Modo Infoshop di Bologna, suivi de Piano immaginario volume due, publié en 2014 par CORPOC.

### Megabaita
Entre avril et juin 2014, Uochi Toki publient trois vidéos d'animation sur Internet annonçant la sortie de Cystema Solari, l'album que le groupe a réalisé avec Nadja. Les vidéos, produites par CORPOC, racontent les anciens opus sont l'œuvre du collectif MegaBaita, qui rassemblait Rico, Napo, GEC et Marcos,.

### Light Item
Riccardo Gamondi est le curateur principal des compilations produites par le label Light Item depuis 2015.

### Cambiare Idea
En janvier 2021, pour permettre à la musique du groupe de continuer d’exister malgré l'absence totale de concert liée à la crise sanitaire, Uochi Toki démarre le projet Cambiare Idea qui consiste à réaliser un album en un an à raison d'une nouvelle chanson par mois. Un appel aux dons est lancé afin d'aider le groupe à financer le projet.

## Discographie

### Albums studio
- 2003 : Vocapatch
- 2004 : Uochi Toki
- 2006 : Laze Biose
- 2007 : La chiave del 20 (avec Eterea Post Bong Band)
- 2009 : Libro audio
- 2010 : Cuore amore errore disintegrazione
- 2012 : Idioti
- 2013 : Macchina da guerra
- 2014 : Cystema Solari (avec Nadja)
- 2015 : Il limite valicabile
- 2017 : Subsound split series #5 (split avec Cadaver Eyes)
- 2019 : Uochi Toki Live (automne 2017)
- 2019 : La Magia Raccontata Da Una Macchina
- 2019 : Malaeducaty

### EPs
- 2006 : Èquinoz EP
- 2012 : Distopi EP
- 2014 : Shuriken (avec Surgical Beat Bros)